# Tage Kemp
Pour les articles homonymes, voir Kemp.
Tage Kemp (né le 28 août 1896 à Brønderslev et mort le 7 janvier 1964 à Copenhague) est un médecin et généticien danois.